# Genzkow
Genzkow è una frazione del comune di Friedland del Meclemburgo-Pomerania Anteriore, in Germania.

Già comune autonomo è stato incorporato al comune di Friedland nel maggio del 2019.